# Josep Novellas i Montaner
Josep Novellas i Montaner (Mataró, Maresme, 27 de gener de 1950 - Mataró, Maresme, 21 de febrer de 2009) fou un pintor i escultor català.
Es formà als Maristes Valldemia i després als escolapis de Santa Anna. I va començar a dibuixar des de molt petit, malgrat que a la seva família no hi havia cap mena de tradició artística. Començar la carrera de dret, però la va abandonar per la pintura després de posar-se en contacte amb un grup artístic molt actiu al Mataró de l'època format per Pere Màrtir Viada, Ricard Jordà, Antoni Gómez-Cabot, Yago Vilamañà i, principalment, amb els ja consagrats Eduard Alcoy i Lázaro i Josep Maria Rovira i Brull, dels que va rebre influències. Va fer amistat, també, amb escriptors com ara Ventura Ametller i el poeta Manuel Patricio.
La seva primera exposició individual va tenir lloc al Museu Municipal de Mataró, a la seva ciutat natal, l'any 1968, rebent molt bones crítiques. Posteriorment, presentà la seva obra en galeries de diverses ciutats catalanes, de l'Estat espanyol i Europa, com París, Lió, Bilbao i Amsterdam, i d'Amèrica. Un dels punts culminants de la seva carrera va arribar l'any 1992, quan va ser distingit com a artista oficial per als Jocs Olímpics de Barcelona 1992 després de concursar amb altres artistes de fama internacional. El president del comitè olímpic internacional, Joan Antoni Samaranch, va penjar una obra seva a la seu del COI de Lausana. Per aquest motiu, l'Ajuntament de Mataró, per decisió expressa de l'alcalde d'aleshores, Manuel Mas i Estela, li va organitzar una gran antològica a la ciutat el 1993. Una altra antològica, el 2002, amb un repàs als 35 anys de creació artística a l'Ateneu de Caixa Laietana de Mataró. El consistori li va encarregar, a més, una escultura dedicada a Antonio Machado pel barri de Cirera, amb la qual Novellas va voler retre homenatge als exiliats republicans de la Guerra Civil Espanyola. Darrerament, hi havia mostrat la seva visió de les ruïnes de Pompeia a l'Espai 28, i del magnetisme de la muntanya australiana de l'Ulurú a la galeria Lolet Comas. La seva obra pictòrica, d’acusada originalitat, conjuga al servei d'una certa tendència onírica i simbòlica una tècnica minuciosa en la qual la figuració es combina amb el collage, el grafit i altres procediments gràfics. Pel que fa a l'escultura, destaca el monument a Antonio Machado, inaugurat el 2003 a Mataró.
Durant la Transició va ser un dels fundadors de la revista satírica La Pipa d'en Roc. I a través de la galeria Tertre, dirigida per Nico del Río, va participar els anys 1984 i 1985 a la fira madrilenya 'Arco', fet que li va donar una gran projecció. A través de Margarita Nuez va entrar en contacte amb la galeria Greca del carrer de Ganduixer amb la direcció d'Estela Casas. I d'aquesta manera, la seva projecció es va anar intensificant, així com els seus contactes. Lourdes Cirlot Valenzuela va redactar el catàleg de la seva primera exposició a Barcelona, que va rebre un gran èxit de crítica. El 1988 va ser convidat al Saló d'Octubre de la ciutat occitana de Brive. El 1989 va fer una nova exposició individual a Greca, presentada per Josep Maria Cadena i Catalán. El 1990 va exposar a Lió i l'any següent al Grand Palais de París amb motiu de la manifestació pictòrica MAC 2000. Com a pintor va seguir el corrent del realisme màgic i va rebre influències d'Alcoy i Rovira Brull, a més de Joan Ponç i de l'estètica de Dau al Set. Considerat un dels artistes mataronins amb més projecció internacional, va participar en exposicions individuals i col·lectives a ciutats com ara París, Amsterdam, Ginebra i Roma.
El febrer del 2009 va morir a causa d'un càncer. Novellas estava casat amb Maria-Assumpció Viñals i Giralt i tenia dos fills, Josep i Laura, i dos fills polítics, Roser Escoda i Roger Fontcuberta.